# Jacques-Armand Dupin de Chenonceaux
Jacques-Armand Dupin, genannt Dupin de Chenonceaux (* 3. März 1727 in der Pfarrei Saint-Paul in Paris; † 3. Mai 1767 auf der Île de France), war ein Millionärssohn, der das Familienvermögen verschleuderte, bis ihn der Vater entmündigen ließ. Daraufhin soll der Sohn kurz vor seiner Verbannung in die Kolonien als seine Erbin ein bis dahin unbekanntes Mädchen präsentiert haben, das in der Folge in den Besitz des Schlosses Chenonceau kam.

## Leben
Jacques-Armand Dupin war der Sohn der Fermier général Claude Dupin (1686–1769) und dessen zweiter Ehefrau Louise Marie Madeleine Fontaine (1706–1799). Zur Unterscheidung von seinem älteren Halbbruder Louis Dupin und dessen Familie, die ihrem Namen den Zusatz de Francueil gaben, nannte Jacques-Armand Dupin sich Dupin de Chenonceaux in Bezug auf das Schloss Chenonceau, das seine Eltern am 8. Juni 1733 erwarben; das Schloss schrieb sich damals noch wie der Ort mit x am Ende.
Am 9. Oktober 1749 heiratete er in der Kirche Saint-Sulpice in Paris Louise-Alexandrine-Julie de Rochechouart-Pontville. Sie schenkte ihm einen Sohn, Claude Sophie Dupin, genannt „Dupin de Rochefort“ (* 1751), Hauptmann im Regiment der Jarnac Dragons, der am 8. Februar 1780 in der Kirche Saint-Eustache in Paris Anne-Jeanne-Sophie de Serre de Saint Roman heiratete und am 18. September 1788 in Chenonceau in seinem 38. Lebensjahr ohne Nachkommen starb.
Jacques-Armand Dupin de Chenonceaux war ein Mensch, dessen Fehlverhalten Jean-Jacques Rousseau in seinem Werk Les Confessions tadelte: „Ich verbrachte diese acht Tage in einer Qual, die mir nur durch das Vergnügen, Madame Dupin zu gehorchen, erträglich gemacht werden konnte; denn der arme Chenonceaux hatte von da an diesen bösen Kopf, der seine Familie fast entehrt hätte und der ihn auf der Insel Bourbon sterben ließ. Während ich bei ihm war, hinderte ich ihn daran, sich selbst oder anderen Schaden zuzufügen, und das ist alles: Auch das war keine mittelmäßige Mühe, und ich hätte mich nicht noch acht weitere Tage damit belastet, wenn Madame Dupin sich mir zur Belohnung hingegeben hätte.“
Dupin häufte enorme Spielschulden an. Um sie zu begleichen, sah sich sein Vater 1750 gezwungen, mehrere seiner Besitztümer zu verkaufen. Das Fehlverhalten Dupins, der auch riskante Spekulationen betrieb, ging jedoch weiter, so dass Claude Dupin sich gezwungen sah, sich an die Justiz zu wenden. Jacques-Armand Dupin wurde in das Hospiz zu Charenton geschickt, aus dem er 1762 floh. Er gelangte nach Holland und setzte sein verschwenderisches Leben in Amsterdam fort. Jacques-Armand Dupin wurde unter die Vormundschaft seines Vaters gestellt, aus Holland ausgeliefert, verhaftet und unter dem Vorwand der Geisteskrankheit in der Festung Pierre Encise in Lyon mit einer Lettre de cachet eingesperrt. Aus Angst vor einer erneuten Flucht oder einem Selbstmord holten seine Eltern ihn heraus und verbannten ihn am 26. Oktober 1765 auf die Île de France, wo er am 3. Mai 1767 an Gelbfieber starb. Bevor er an Bord der „Comte d’Artois“, einem Handelsschiff der Ostindien-Kompanie, ging, soll er seiner Mutter eine uneheliche Tochter, Marie-Thérèse Adam (* 1755 in Paris; † 1836 in Chenonceaux) anvertraut haben, die später die Frau des Arztes Pierre Fidèle Bretonneau wurde.